# Бедные люди (телесериал)
«Бедные люди» — российский телесериал режиссёра Жанны Кадниковой с Дмитрием Лысенковым и Ольгой Бузовой в главных ролях. Его премьера состоялась 11 апреля 2016 года на канале ТНТ.

## Сюжет
«Бедные люди» — история интеллигентного неудачника, который живёт в коммунальной квартире Петербурга, работает «литературным негром» у Ольги Бузовой и пишет от её лица автобиографию. Чисто питерский комедийный сериал, рассказывающий историю не только писателя Вени и Ольги Бузовой, но и жителей коммунальной квартиры: провинциальной учительницы танцев, по ошибке ставшей стриптизёршей, дилера, завязавшего с криминальным прошлым и суррогатной матери, вынашивающей ребёнка за деньги.

## Эпизоды
| Серия | Краткое описание |
| ----- | --- |
| 1     | Писатель-неудачник из Питера получает от редактора задание написать автобиографию Ольги Бузовой. Эта работа чуть было не завела его в петлю, но его остановил грядущий день рождения дочери. |
| 2     | Вене предложили преподавать русскую литературу в одном престижном европейском учебном заведении. Он решает бросить всё и эмигрировать. Но его останавливают этнические трудности, финансовые проблемы и новая любовь. |
| 3     | Веня хочет расспросить подруг детства Ольги про их дружбу, но случайно ссорит Ольгу с ними. Теперь ему нужно помирить телезвезду с подругами, а ещё успеть на свидание и на концерт собственной дочери. |
| 4     | Веня, чтобы как-то структурировать рабочий процесс, решает составить краткий план книги. Но ему дают другое задание — написать эпитафию на могилу собственной матери. |
| 5     | Яша, мнительный брат Вени, решил, что у него рак в очень интимном месте, и ушел из дома. На самом деле у Яши нет неизлечимой болезни, зато есть очень глубокие психологические проблемы. Его жена и Веня отправляются на его поиски. |
| 6     | Веня оказывается втянутым в большую благотворительную историю. Его мучают сомнения — помочь или пройти мимо? Делает ли он благое дело или занимается показухой? |
| 7     | Чтобы получить главную роль для дочери в детском спектакле, Вене придётся самому принять участие в нём, на что потребуются большие душевные затраты. |
| 8     | Хозяйка квартиры требует оплату за предыдущие два месяца. Это вводит в транс всех жителей коммуналки. Выясняется, что Веня прогулял деньги, собранные жильцами на аренду, и его ждёт жестокое возмездие. Он не придумывает ничего лучшего, как притвориться больным.                                                                            |
| 9     | На Веню наваливаются новые проблемы — как бороться с призраками прошлого, как пойти на свидание в клуб с больной спиной, куда спрятать труп? |
| 10    | Веня в запое и не берёт трубку. Устав от многочисленных звонков, он просит Макса сказать, что он умер, что тот и делает. Кто бы мог подумать, что эта шутка приведёт к невероятной череде событий. |
| 11    | Невероятные события продолжаются. Юля организует первую встречу суррогатных родителей с «семьёй». Это ничем хорошим не заканчивается. Веня попадает в больницу. |
| 12    | Веня продолжает работать над книгой Ольги, встречает свою сокурсницу, в которую был влюблён, попадает в конфликт с женщиной-фитнес-тренером, которую принимает за мужчину, и понимает, что с женщинами надо быть поаккуратней. |
| 13    | Веня пытается любыми способами помириться с Татьяной. Он пригласил её в президентский люкс, украл финансовый отчет и даже чуть не убил проститутку. В коммуналке, тем временем, творится не меньший накал страстей. |
| 14    | У Вени горят сроки сдачи книги. Чтобы вовремя её дописать, ему сперва необходимо разобраться со своими личными проблемами. Они с Татьяной под алкоголь и поэзию решили расставить все точки над «i» в своих отношениях. Яша, тем временем, дошел до ручки и вынужден уйти из дома, а Макс пытается решить судьбу Юлиного ребёнка без её ведома. |
| 15    | Веня находит возможного отца и вдохновение для книги. Врач находит койки для всех душевнобольных. А бандит находит приют в коммуналке. |
| 16    | Ответственность настигнет всех. Веню в виде недовольной Бузовой, Макса в виде бандитов, а Юлю в виде родов. |
| 17    | Удастся ли героям достичь успеха, или их ждёт провал? Смогут ли они сохранить отношения, достоинство и, главное, жизнь? |

## В ролях
- Дмитрий Лысенков
- Ольга Бузова
- Лина Миримская
- Марина Богатова
- Максим Филипьев
- Александр Мехряков
- Алиса Гребенщикова
- Павел Сборщиков
- Александр Адабашьян
- Екатерина Караченцева
- Ульяна Куликова
- Артур Купалян
- Лаура Пицхелаури
- Илья Любимов
- Александра Макарская
- Татьяна Волкова
- Алексей Ильин
- Николай Наумов
- Александр Шулико
- Евгений Сахаров
- Юрий Кузнецов
- Александр Незлобин
- Лариса Удовиченко
- Мария Хайдина
- Алёна Водонаева
- Дмитрий Тарасов
- Владимир Селиванов
- Марина Вайнбранд
- Максим Деричев
- Михаил Черняк

## Съёмочная группа
- Автор идеи — Антон Зайцев
- Режиссёр — Жанна Кадникова
- Сценарий — Антон Зайцев, Жанна Кадникова, Максим Филипьев
- Продюсер — Антон Зайцев, Антон Щукин, Артём Логинов
- Оператор — Сергей Долгушин
- Художник — Владислав Кузнецов
- Монтаж — Марсель Шамшулин

## Съёмочный процесс
Над созданием сериала «Бедные люди» работала та же команда, которая снимала сериал «Реальные пацаны». Работа над сериалом шла четыре года. Три года велась работа над сценариями и поиском главного героя. Ещё один год продолжались съемки и монтаж.На презинтации телеканала тнт 2014, показали пилот сериала где персонажа Веню играл Дмитрий Хоронько, позже его заменил Дмитрий Лысенков. Изначально сериал назывался «Бисер».

Моему герою во сне является Пушкин, и в этой связи вспоминается анекдот про спиритический сеанс, когда дух Александра Сергеевича на просьбу хозяйки «написал»: «Не мечу я бисер курам, не пишу стихов я дурам»
— Из интервью актера Дмитрия Лысенкова
В процессе работы над сериалом его создатели нашли в сюжете и атмосфере фильма некоторые ассоциации с творчеством Достоевского и решили переименовать сериал в «Бедные люди».
В 17 серии на 6 минуте когда Яша (брат Вени) попадает в Психушку, он пытается сбежать и берёт в руки раковину, после чего Яша кидает его в окно с решёткой и раковина отлетает ему прямо в голову. Это прямая пародия на концовку в фильме: «Пролетая над гнездом кукушки (фильм)».
01.04.2018. на телеканале «ТНТ4»  на 1 апреля решили изменить телеканал на БузоваТв и показали клипы «Привыкаю», «Мало Половин», и т.д.. Сериал «Бедные люди», и ТвШоу: «Прожарка», «Comedy club classic», «Comedy batl» и т.п.. На утро 2 апреля телеканал снова стал называться «ТНТ4».
Музыка на заставке является песня «Этот русский Rock-N-Roll» из альбома «Песня о безответной любви к родине», выпущенного группой «Ноль» в 1991 году.
По словам продюсера сериала Антона Зайцева сериал не будет продлеваться на второй сезон.

## Отзывы
В целом сериал получил положительные ревью. На сайте IMDB рейтинг «Бедных людей» составил 7.6 из 10 баллов.
- По словам кинокритика Дмитрия Котова сериал отличается «не только правильно намеченным нравственным вектором, но и вкусовыми и визуальных качествами киноматериала, драматургической целостностью и, разумеется, неповторимой, реалистичной, обволакивающей атмосферой Питера»[6].
- Алексей Экслер считает, что «сценаристы придумали несколько интересных и совершенно неожиданных сюжетных поворотов, что весьма оживляло происходящее. Да и финал сделан ярко и здорово»[7].
- По мнению обозревателя сайта film.ru Бориса Хохлова «проект „Бедные люди“ — это определённая удача, ситком остроумный, нестандартный и во многом очень смелый»[8].

«Бедные люди» — единственный российский сериал, попавший в список лучших сериалов 2016 года по версии журнала «Афиша».